# 公民権停止事件
公民権停止事件（こうみんけんていしじけん）は公職選挙法の刑事罰に規定された公民権停止規定が平等権を規定した日本国憲法の第14条及び第44条に抵触するか否かが争われた裁判。

## 概要
1952年10月1日に投票が行われた第25回衆議院議員総選挙で長野4区の社会党右派候補として立候補した吉田正は当選したものの運動員7人が公職選挙法違反（買収）で摘発された。
1953年6月1日に長野地裁松本支部は7人に対して実刑、罰金刑ほか3年間から5年間までの公民権停止処分が言い渡され控訴したが、1953年11月28日に東京高裁は7人のうち1人について公民権停止を適用しないとしたものの、残り6人は期間が短縮されながらも公民権停止は維持された。公民権停止となった6人は「選挙違反による公民権停止規定は日本国憲法の第14条及び第44条に規定された平等権に違反する」として上告した。
1955年2月9日に最高裁は「選挙犯罪はいずれも選挙の公正を害する犯罪であってこのような違反者は現に選挙の公正を害したものとして選挙に関与せしめたるに不適当なものと認められるべきだから、これを一定の期間公民権を排除するのは相当であって、他の一般犯罪者が公民権を停止されるとは自ら別の理由に基づくものである。国民主権を宣言する憲法下において公職の選挙権が国民の最も重要な基本的権利の一つであるが、それだけに選挙の構成はあくまで厳粛に保持されなければならないのであって、一旦この公正を害し選挙に関与せしめることが不適当と認められるものはしばらく被選挙権、選挙権の行使から遠ざけて、選挙の公正を確保するとともに本人の反省を促すことが相当であるから、これをもって不当に国民の参政権を奪うべきものということはできない。」として刑事訴訟における選挙違反の公民権停止規定について日本国憲法第14条・第44条に違反せずに合憲とする判決を下して上告を棄却し、全被告の有罪が確定した。